# Tețcani (okręg Neamț)
Tețcani – wieś w Rumunii, w okręgu Neamț, w gminie Gherăești. W 2011 roku liczyła 680 mieszkańców.